# Benton (Luizjana)
Benton – miasto w Stanach Zjednoczonych, w stanie Luizjana, w parafii Bossier.